# サッカーマサイ代表
サッカーマサイ代表（サッカーマサイだいひょう）は、マサイサッカー連盟（en:Masai Football Federation、略称:MFF）により編成されるマサイ族（ケニア南部からタンザニア北部一帯の先住民）のサッカーのナショナル選抜チームである。マサイ代表は、FIFA及び、CAFに加盟していないため、ワールドカップ、アフリカネイションズカップに参加できず、他のチームとの対戦も、国際Aマッチとは認められない。
マサイサッカー連盟は2006年に誕生し、2006年3月6日にNF-Boardの暫定会員に加盟した。しかし2014年1月現在、ナショナルチームとの対外試合を1戦も行っていない。